# WTA Tour Championships 1997 - Doppio
Il doppio del WTA Tour Championships 1997 è stato un torneo di tennis facente parte del WTA Tour 1997.
Lindsay Davenport e Mary Joe Fernández erano le detentrici del titolo, ma solo la Davenport ha partecipato in coppia con Jana Novotná.
La Davenport e la Novotná hanno battuto in finale 6–7, 6–3, 6–2 Alexandra Fusai e Nathalie Tauziat.

## Teste di serie
1. Gigi Fernández /  Nataša Zvereva (quarti di finale)
2. Martina Hingis /  Arantxa Sánchez Vicario (quarti di finale)
3. Lindsay Davenport /  Jana Novotná (campionesse)
4. Nicole Arendt /  Manon Bollegraf (semifinali)

## Tabellone

### Legenda
| - Q = Qualificato - WC = Wild card - LL = Lucky loser | - ALT = Alternate - SE = Special Exempt - PR = Protected Ranking | - w/o = Walkover - r = Ritirato - d = Squalificato |

|  | Quarti di finale | Quarti di finale                       | Quarti di finale                       | Quarti di finale | Quarti di finale |  |  | Semifinali | Semifinali                       | Semifinali                     | Semifinali                       | Semifinali |   |   | Finale | Finale                         | Finale | Finale | Finale |  |
|  |                  |                                        |                                        |                  |                  |  |  |            |                                  |                                |                                  |            |   |   |        |                                |        |        |        |  |
|  | 1                | Gigi Fernández Nataša Zvereva          | 5                                      | 6                | 4                |  |  |            |                                  |                                |                                  |            |   |   |        |                                |        |        |        |  |
|  |                  | Larisa Neiland Helena Suková           | 7                                      | 3                | 6                |  |  |            | Larisa Neiland Helena Suková     | Larisa Neiland Helena Suková   | 0                                | 6          |   |   |        |                                |        |        |        |  |
|  | 3                | Lindsay Davenport Jana Novotná         | Lindsay Davenport Jana Novotná         | 6                | 7                |  |  | 3          | Lindsay Davenport Jana Novotná   | Lindsay Davenport Jana Novotná | 6                                | 7          |   |   |        |                                |        |        |        |  |
|  |                  | Yayuk Basuki Caroline Vis              | Yayuk Basuki Caroline Vis              | 1                | 5                |  |  |            |                                  |                                |                                  |            |   |   | 3      | Lindsay Davenport Jana Novotná | 6      | 6      | 6      |  |
|  |                  | Conchita Martínez Patricia Tarabini    | Conchita Martínez Patricia Tarabini    | 2                | 6                |  |  |            |                                  |                                | Alexandra Fusai Nathalie Tauziat | 7          | 3 | 2 |        |                                |        |        |        |  |
|  | 4                | Nicole Arendt Manon Bollegraf          | Nicole Arendt Manon Bollegraf          | 6                | 7                |  |  | 4          | Nicole Arendt Manon Bollegraf    | 3                              | 2                                | r          |   |   |        |                                |        |        |        |  |
|  |                  | Alexandra Fusai Nathalie Tauziat       | Alexandra Fusai Nathalie Tauziat       | 6                | 6                |  |  |            | Alexandra Fusai Nathalie Tauziat | 6                              | 3                                |            |   |   |        |                                |        |        |        |  |
|  | 2                | Martina Hingis Arantxa Sánchez Vicario | Martina Hingis Arantxa Sánchez Vicario | 3                | 1                |  |  |            |                                  |                                |                                  |            |   |   |        |                                |        |        |        |  |